# Diponthus bilineatus
Diponthus bilineatus är en insektsart som beskrevs av Rehn, J.A.G. 1920. Diponthus bilineatus ingår i släktet Diponthus och familjen Romaleidae. Inga underarter finns listade i Catalogue of Life.